# الحضارة الإترورية

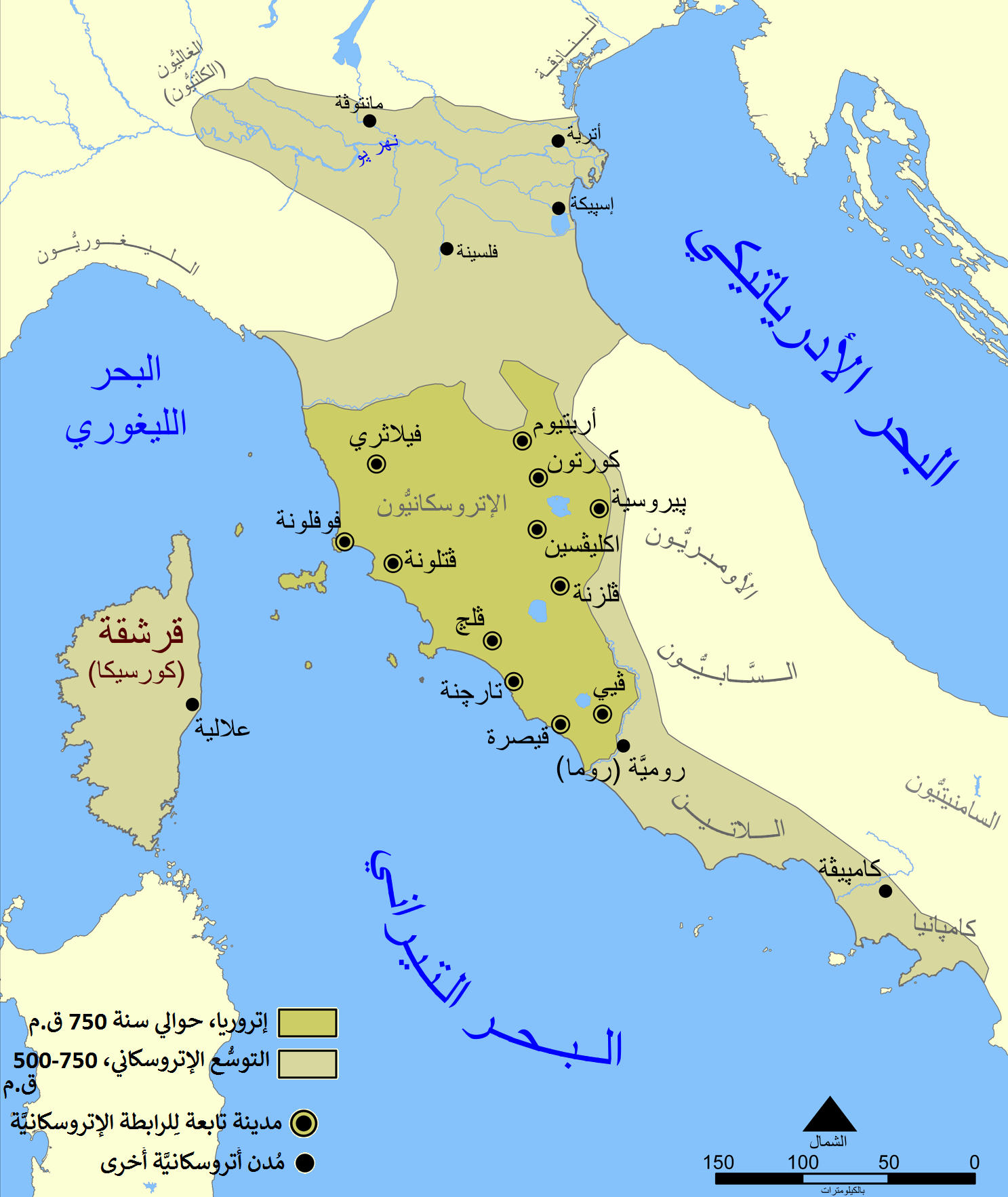
خريطة توضح انتشار الحضارة الإترورية، والمدن الإثنتي عشرة للرابطة الإترورية

خيول تَركُوينيا المجنحة، متحف تركوينيا الوطني

الحضارة الإترورية كانت حضارة في إيطالية، تقريبًا في المنطقة القائم فيها الآن طسكانة وغرب أومبرية وشمال اللاطيوم، وأجزاء شمالية في وادي بو التي هي الآن إميليا رومانيا وجنوب شرق أنبرضية وجنوب البندقية، وجنوبًا في بعض مناطق قنبانية الحالية.
نشأت ثقافة واضحة الإترورية في إيطاليا نحو 900 قبل الميلاد، موازِيةً تقريبًا لثقافة العصر الحديدي الفيلانوفية، فعُدت أقدم مراحل الحضارة الإترورية، والظاهر أنها منحدرة من الثقافة الفيلانوفية الأولى التي كانت في العصر البرونزي. استمرت الحضارة الإترورية حتى اندمجت في المجتمع الروماني، بدءًا من أواخر القرن الرابع قبل الميلاد عند الحروب الرومانية الإترورية، مرورًا بضمان الجنسية الرومانية من عام 90 قبل الميلاد، وانتهاء في عام 27 قبل الميلاد بتأسّس الإمبراطورية الرومانية. في آخر مرحلة من الحقبة الفيلانوفية (نحو 750 قبل الميلاد) تأثرت الثقافة الإترورية بالثقافة اليونانية القديمة، حين بدأ اليونانيون تأسيس مستعمرات في جنوب إيطاليا خلال الحقبة العتيقة (فترة الاستشراق)، ولاحقًا في العصر الكلاسيكي. الحضارة الإترورية في منتهاها، خلال الفترة التأسيسية لروما والمملكة الرومانية، ازدهرت في ثلاثة اتحادات مَدينيّة: إتروريا (تسكانة ولاتيوم وأومبريا)، ووادي بو مع جبال الألب الشرقية، وكامبانيا. اتحاد شمال إيطاليا ذكره المؤرخ ليفي. كان الاضمحلال تدرّجيًّا، لكن بعد 500 ق.م. خرج مصير إيطاليا السياسي من أيدي الإتروريين بصعود الجمهورية الرومانية.
يرجع أقدم النقوش الإترورية إلى نحو 700 ق. م، ووُثِّق في جنوب إتروريا. طور الإترورييون نظام كتابة استعاروه من نظام الكتابة اليوناني الوابِيّ، لكن ما زالت لغتهم غير مفهومة تمامًا، وهذا يجعل فهم مجتمعهم وثقافتهم معتمِدًا إلى حد كبير على مصادر يونانية ورومانية لاحقة غير حيادية. كانت السياسة قائمة على المجتمع المدني الصغير ووحدة الأسرة. النخبة الإترورية في قمّتها صارت غنية جدًّا من خلال التجارة مع الكَلتيين شمالًا واليونانيين جنوبًا، وملأت قبور عائلاتها الكبيرة بكنوز مستورَدة. كان لليونان العتيقة أثر هائل في فن الإتروريين وهندستهم، والظاهر أنهم كانوا على علم بالميثولوجيا اليونانية.

## الأصل والتاريخ

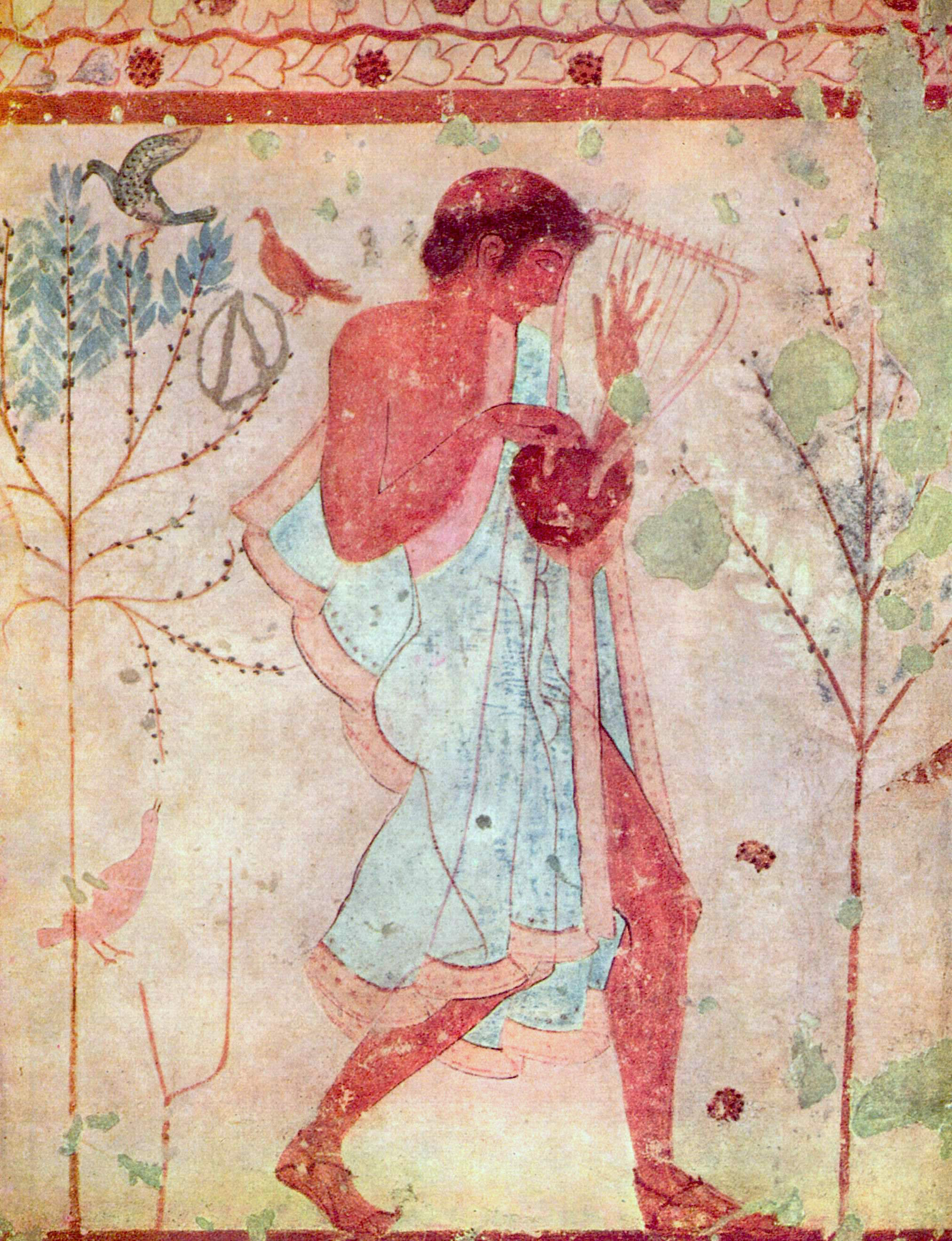
موسيقي إتروري، من مقبرة تريكلينيوم، في تاركينيا.

أصول الإترور فقدت قبل التاريخ، علماء التاريخ لم يجدوا صناعة أدبية أو نصوص مقروءة من ديانة أو فلسفة، ولذلك أكثر ما عرف عن هذه الحضارة استيق من ما وجد بالقبور والأضرحة. النظرية الرئيسية التي تبحث أصلهم تقول بأنهم هم السكان الأصليون، من ثقافة الفيلانوفيين أو من الشرق القريب، وكان توسعهم مركزا إلى الشمال وراء جبال الأبنين وحتى كامبانيا، ووجد أن كثير من القرى والبلدان الصغيرة خلال القرن السادس قبل الميلاد أختفت بسبب الجيران القويين الإتروريين، وكان من المؤكد أن البنية السياسية للثقافة الإترورية كانت أكثر ارستوقراطية من مدن ماجنا غراسيا Magna Graecia في الجنوب الإيطالي. كانت التجارة والتنقيب عن المعادن خاصة الحديد والنحاس قد أدت إلى غنى الإتروريين الذي أدى إلى توسعهم وتأثيرهم الكبير في شبه الجزيرة الإيطالية وعلى غرب المياه الدافئة (البحر الأبيض المتوسط)، وهنا اصطدمت طموحاتهم واهتماماتهم مع الحضارة الإغريقية، خاصة في القرن السادس قبل الميلاد، عندما بدأت المستعمرات الإيطالية تتوسع حتى فرنسا وإسبانيا إلى جزيرة كورسيكا، وبذلك نشأ بينهم وبين القرطاجيين حلف بسبب أن الأخيرين أيضا مصالحهم واهتماماتهم مصطدمة بالمصالح الاغريقية.
حوالي عام 540 قبل الميلاد، وقعت معركة ألاليا التي أدت إلى توزيع القوى في غرب البحر المتوسط، مع أن المعركة لم تحسم لأي من الطرفين والذين كانوا الإتروريين والقرطاجيين المتحالفين من طرف والمستعمرات والمستوطنات الإغريقية من طرف اخر، لكن توسعت حدود القرطاجيين على حساب الإغريق، في النصف الأول من القرن الخامس قبل الميلاد بدأ انحسار حدود الإتروريين، فقد هزُمت استروريا على يد مدن الجنوب الإيطالي ماجنا كريشا بقيادة سيراكيوز وبعد سنوات قليلة عام 474 قبل الميلاد هزم الإتروريين على يد طاغية سيراكيوز هيرو Hiero I of syracuse في معركة كاماي Cumea، وتوسعت حدود اتروريا حتى مدن لاتيوم وأضعفت كامبانيا واحتلت من قبل الرومان وغيرهم من الشعوب المشاركة مع الرومان، وبدأت روما بتطويق المدن الإترورية واحتلالها حتى انتهت دولتهم، واحتلت روما أيضا اتروريا في القرن الثالت قبل الميلاد.

### الإثنية والتأثيل
سمَّى الإترورييون أنفسهم راسِنّا، التي خُففت فصارت رَسْنا، وأما الرومانيون القدماء فسموهم تُوسكي أو إتروسكي (المفرد توسكوس). اسمهم الروماني هو أصل مصطلح «تسكانة» المشير إلى قلب موطنهم، ومصطلح «إتروريا» المشير إلى منطقتهم الوُسعى. في اليونان الأتيكية سُمي الإترورييون تيرهينيين (تُرهنوي، وقبلها تُرسينوي)، وهذا اشتق منه الرومانيون تِرهيني وترهينيا (إتروريا) وترهينيوم (البحر التيراني)، وهذا جعل بعضهم يربطهم بالتيريش (من أسماء شعوب البحر عند المصريين). لا تأثيل لكلمة رَسنا (الاسم الذي أطلقه الإترورييون على أنفسهم). تأثيل توسكي قائم على عبارة في لوح إيغوفين الثالث (من أهم مصادر اللغة الأومبرية): عبارة «الاسم التوسكي» (turskum ... nomen، وبالإنجليزية: the Tuscan name)، التي يمكن من خلالها إعادة صياغة الجذر تورسكي، وتصبح بالقلب المكاني وزيادة حرف وسطيّ إتروسكي. من الفرضيات الشائعة أن مقطع «تورس» هو وكلمة توريس اللاتينية التي تعني البرج (tower) مشتقَّين من كلمة تيرسيس اليونانية، وتعني البرج أيضًا. أي إن توسكي كلمة يشار بها إلى «بناة الأبراج». هذا التأثيل القيّم قديم قِدَم ديونيسيوس هاليكَرناسوس الذي قال: «وما من سبب يمنع اليونانيين من تسميتهم بذاك الاسم، المأخوذ من سكنهم في البروج ومن اسم أحد حكامهم». خمّن جوليانو بونفانتي ولاريسا بونفانتي أن بيوت الإتروريين بدت للاتينيين البسطاء كالبروج. وبالفعل فضل الإترورييون بناء مدن تَلّية على جُرف عالية ذات جُدُر.

### الأصول